# Yoshinobu Minowa
Yoshinobu Minowa, född 2 juni 1976 i Kanagawa prefektur, Japan, är en japansk tidigare fotbollsspelare.